# Manuel Puig
|  | Aquest article tracta sobre el novel·lista argentí. Si cerqueu el pintor català, vegeu «Manuel Puig Genís». |

Juan Manuel Puig Delledonne (General Villegas, Argentina, 28 de desembre de 1932 - Cuernavaca, Mèxic, 22 de juliol de 1990), conegut com a Manuel Puig, va ser un escriptor argentí de rellevància mundial per les novel·les Boquitas pintadas, El beso de la mujer araña i Pubis angelical.
Va passar la infància en el seu poble natal i va emigrar a la capital argentina per a cursar els estudis secundaris. Després de començar diferents estudis superiors, va optar per estudiar cinematografia, i per aquest motiu es va traslladar a Itàlia. No va finalitzar la formació i va acabar dedicant-se a l'escriptura. Va viure a Roma, París, Londres, Estocolm, Mèxic, Nova York, Rio de Janeiro i Cuernavaca. És autor de vuit novel·les i quatre obres de teatre, a més de relats breus i guions cinematogràfics. És molt reconegut pel seu ús de la polifonia literària i el monòleg interior.

## Obres

### Novel·la
- La traición de Rita Hayworth (1968)
- Boquitas pintadas (1969)
- The Buenos Aires affair (1973)
- El beso de la mujer araña (1976)
- Pubis angelical (1979)
- Maldición eterna a quien lea estas páginas (1980)
- Sangre de amor correspondido (1982)
- Cae la noche tropical (1988)

### Teatre
- Bajo un manto de estrellas (1981)
- El beso de la mujer araña (1983)
- La cara de villano (1985)
- Recuerdos de Tijuana (1985)

### Relats
- Los ojos de Greta Garbo (1993)
- Estertores de una década. Nueva York 78, seguido de Bye-bye, Babilonia. Crónicas de Nueva York, Londres y París (1993)

### Cartes
- Querida familia. Cartas europeas, 1956-1962 (2005)
- Querida familia. Cartas americanas, 1963-1983 (2006)

#### Publicacions pòstumes
- El misterio del ramo de rosas (1997, Beatriz Viterbo Editora), amb pròleg de Julia Romero i d'Angelo Morino.
- La tajada - Gardel, uma lembrança (1998, Beatriz Viterbo Editora), amb pròleg de Graciela Goldchluk i de Julia Romero
- Triste golondrina macho - Amor del bueno - Muy señor mío (1998, Beatriz Viterbo Editora), amb pròleg de Julia Romero i de Graciela Goldchluk. La versió escollida té un final inèdit. Nominada al premi “Teatro del Mundo”, Centre Cultural Ricardo Rojas, Universitat de Buenos Aires.